# Rödflockig spindling
Rödflockig spindling (Cortinarius spilomeus) är en svampart som först beskrevs av Elias Fries, och fick sitt nu gällande namn av Elias Fries 1863. Rödflockig spindling ingår i släktet Cortinarius och familjen spindlingar.  Arten är reproducerande i Sverige.Utöver nominatformen finns också underarten depauperatus.